# Ceres (godin)
Ceres is een figuur uit de Romeinse religie. Ze was de godin van de akkerbouw (in het bijzonder van het graan), de goede oogste en de moederliefde. Zij heeft ook banden met de onderwereld. Later werd zij gelijkgesteld aan de Griekse godin Demeter.

## Etymologie
De naam Ceres wordt door geleerden gedacht te zijn afgeleid van de Indo-Europese stam *ker- (groeien). In de oudheid schijnt een afleiding van creare (creëren, scheppen) aanhang te hebben gehad.

## Eredienst en feesten

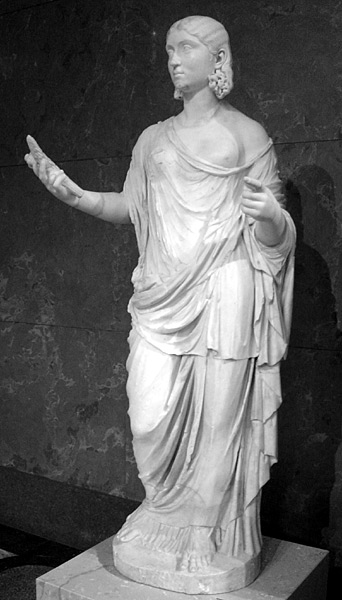
Een onbekende Romeinse vrouw als Ceres (Louvre, ca. 235-250 n.Chr.).

Haar dienst was een van de oudste Griekse erediensten, die in Rome werden ingevoerd. Ceres werd in nauw verband gebracht tot Liber en Libera, die overeenkwamen met de Griekse Dionysos en Demeter (of Kore en Iacchus). Hun gemeenschappelijke tempel werd in het jaar 258 AUC (496 v.Chr.) gesticht door consul Aurelius Postumius tot afwending van een door misgewas veroorzaakte hongersnood. Het toezicht en het bestuur over deze eredienst werd opgedragen aan de omstreeks dezelfde tijd ingestelde aediles plebis, die voor de verdeling van het koren onder de armere standen en voor het vieren van het grote feest van de godin, de Cerealia of Ludi Ceriales (“spelen van Ceres”), hadden te zorgen. Doordat derhalve Ceres haar weldaden, althans op de meest zichtbare wijze, aan de armen, die allen tot de stand van de plebejers behoorden, uitdeelde, werden zij en haar tempel op de Aventijn langzamerhand als symbolen van de plebejische vrijheid en van de plebejische voorrechten beschouwd en wie daartegen misdeed, diens goed verviel althans gedeeltelijk aan Ceres.
Overigens was en bleef haar eredienst geheel Grieks. Haar priesteressen waren Griekse vrouwen, vooral uit Neapolis (Napels) daartoe naar Rome ontboden; de taal bij haar verering gebruikt was de Griekse, haar tempel was geheel op Griekse wijze gebouwd, ja trok zelfs de algemene aandacht als het eerste voorbeeld van Griekse architectuur, die bestemd was om de tot die tijd in zwang zijnde Etruskische te vervangen. In die tempel van Ceres werden ook de senaatsbesluiten bewaard en ter kennisneming voor de tribunen neergelegd.
De ganse mythe, die de roof van de Griekse Persephone door Hades behandelde, en de smart en het zoeken van Demeter werden op Ceres overgedragen. Men verplaatst het toneel van die roof naar Sicilië in de nabijheid van Enna. Deze stad werd daarom voor de Romeinen een heilige plaats. Zo werd er bij gelegenheid van de onlusten ten tijde van de Gracchi een gezantschap naar Enna gezonden, omdat men de Ceresdienst in Rome geheel-en-al als een vertakking van de daar inheemse Demeterdienst beschouwde. Evenals Demeter, krijgt ook Ceres haar dochter althans gedurende een gedeelte van het jaar terug; zij vergeet dan haar smart, verheugt zich in het herkregen bezit van haar lieveling en doet allen in haar vreugde delen door een rijke oogst te schenken. Daarom is het feest van Ceres een feest van de vreugde, waar allen, die eraan deelnamen in een wit gewaad verschenen. Het werd voornamelijk door grote wedrennen in het Circus Maximus gevierd, waarbij dan onder de dicht opeen gedrongen schare, die naar Rome was gekomen om deze feesten bij te wonen, allerlei geschenken en lekkernijen, vooral noten, het symbool van overvloedige vruchtbaarheid, werden rondgedeeld. Bovendien werden er vossen, die men brandende fakkels aan de staart had vastgebonden door het Circus rondgejaagd. De oorsprong van dit gebruik was volgens de legende deze:
Een spaarzaam en arbeidzaam paar mensen woonde in een stad van de Aequi, met name Carseoli. De man bebouwde het veld, de vrouw bezorgde het huishouden en spon zo vlijtig als zij maar kon. Zij hadden een zoon, een moedwillige knaap, twaalf jaren oud. Deze ving een vos, die dikwijls de kippen van zijn ouders had geroofd, wikkelde hem in hooi en stro, stak dat in brand en liet hem toen weer los. De vos snelde door het te velde staande koren en stak alles in zijn vaart in brand. Een wet in Carseoli bepaalde daarop dat alle vossen, die werden gevangen, moesten worden gedood. En ter herinnering aan die gebeurtenis werden jaarlijks bij gelegenheid van de Cerealia de vossen gestraft, doordat men hun brandend stro aan de staart bond en hen daarop door het Circus joeg. We hebben hier waarschijnlijk te doen met een gebruik, dat dienen moest tot afwering van de verwoestende ziekten, waarmee de al te grote hitte, vooral wanneer zij door koele nachten werd gevolgd, als een brandende vos in vele streken van Italië door de korenvelden rondwaarde.
Een tweede feest, sacrum anniversarium Cereris, dat ter ere van Ceres werd gevierd, viel in de maand augustus. Alleen vrouwen namen daaraan deel. Hierbij werd vooral de vereniging van Ceres en haar dochter, die de Romeinen Proserpina noemden herdacht. Allerlei onthoudingen moesten ter herinnering aan de smart van Ceres over het verlies van haar kind voorafgaan. De vrouwen moesten zich gedurende negen dagen afgezonderd houden van hun mannen en mogelijk ook wijn. Er schijnt ook een taboe op namen te zijn geweest. Zo kwam het, dat Ceres soms werd beschouwd als een tegenstandster van de echt, ofschoon zij aan de anderen kant ook weer juist als een godin van de echt werd vereerd en zelfs haar huwelijk met Orcus door de pontifices met grote plechtigheid werd gevierd.
Ceres werd ook door vrouwen geëerd in geheime rituelen in het festival van de Ambarvalia, in mei.
Eindelijk werd in het jaar 191 v.Chr. op gezag van de Sibillijnse boeken, die ook de invoering van de vroeger genoemde feesten hadden gelast, het ieiunium Cereris ingesteld, een vastendag, die eerst alle vier jaren, later elk jaar op 4 oktober werd gehouden.
De dienst van Ceres en haar heiligdom aan het Circus Maximus bleven steeds te Rome in hoog aanzien; die dienst werd er zelfs zo inheems, dat het scheen, alsof de godin niet van elders naar Rome was overgebracht, maar uit Rome naar andere staten overgekomen.
Keizer Augustus bouwde de tempel van Ceres, die in het jaar 31 v.Chr. door een brand was vernield, weer op. De nieuwe tempel werd door zijn opvolger Tiberius ingewijd. Claudius deed zelfs een poging om de mysteriën van Eleusis naar Rome over te planten.
Dat de eredienst van Ceres lange tijd voornamelijk een eredienst van de plebejers bleef, laat zich ook hieruit verklaren, dat de Oud-Romeinse godheden voornamelijk gedacht werden als beschermgoden van de patriciërs, aan wie de bezorging van hun eredienst geheel en al was opgedragen. Het was dus niet meer dan natuurlijk, dat de plebejers in de nieuwe goden, die in Rome werden ingevoerd, hun beschermgoden trachtten te vinden.
Nauw verwant is Ceres, wat haar wezen betreft, met Tellus.

## Iconografie
Ceres wordt afgebeeld in de kunst met een scepter, een mand bloemen en vruchten, en een guirlande van graan.

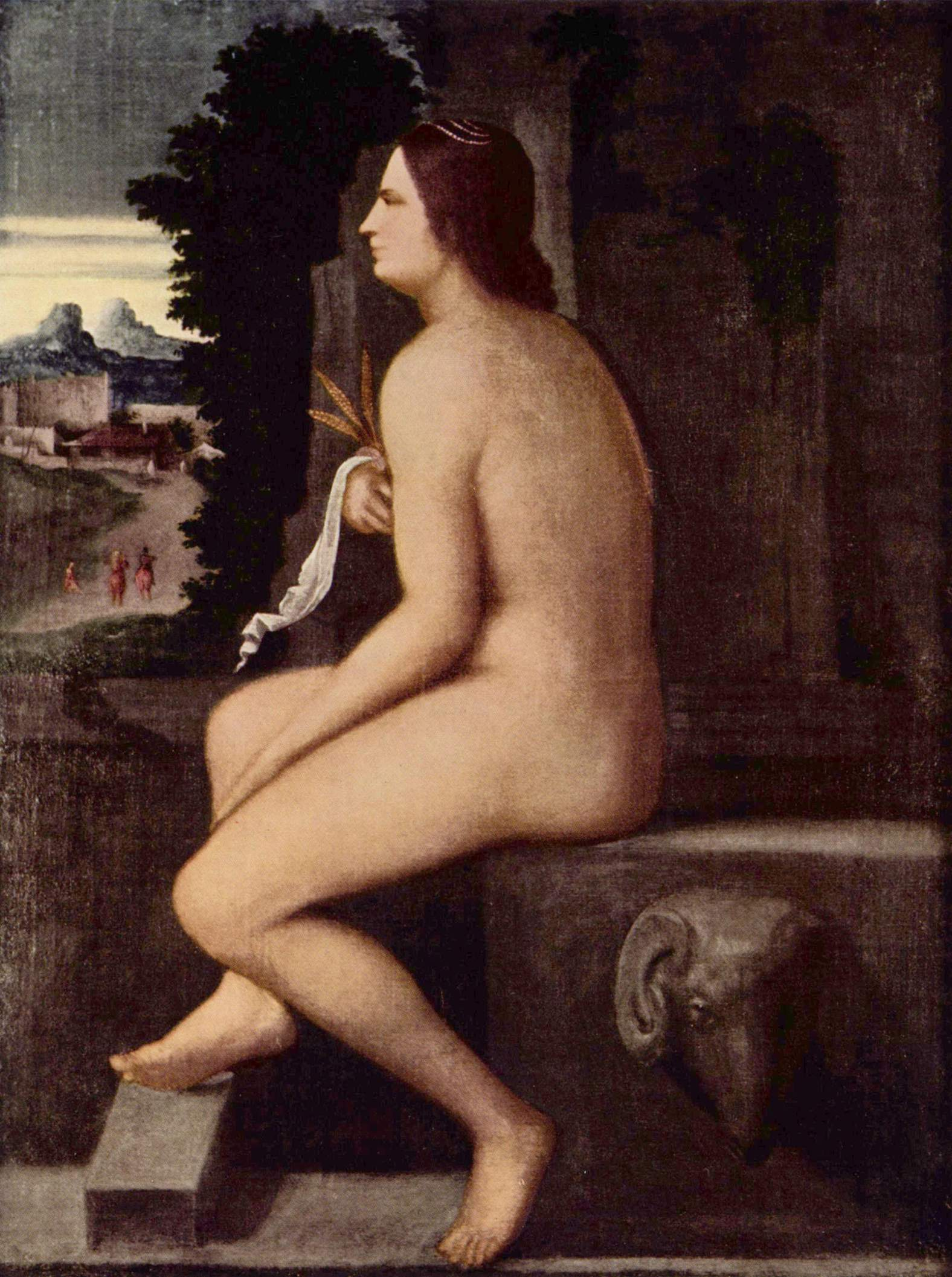
Ceres door Giorgione.
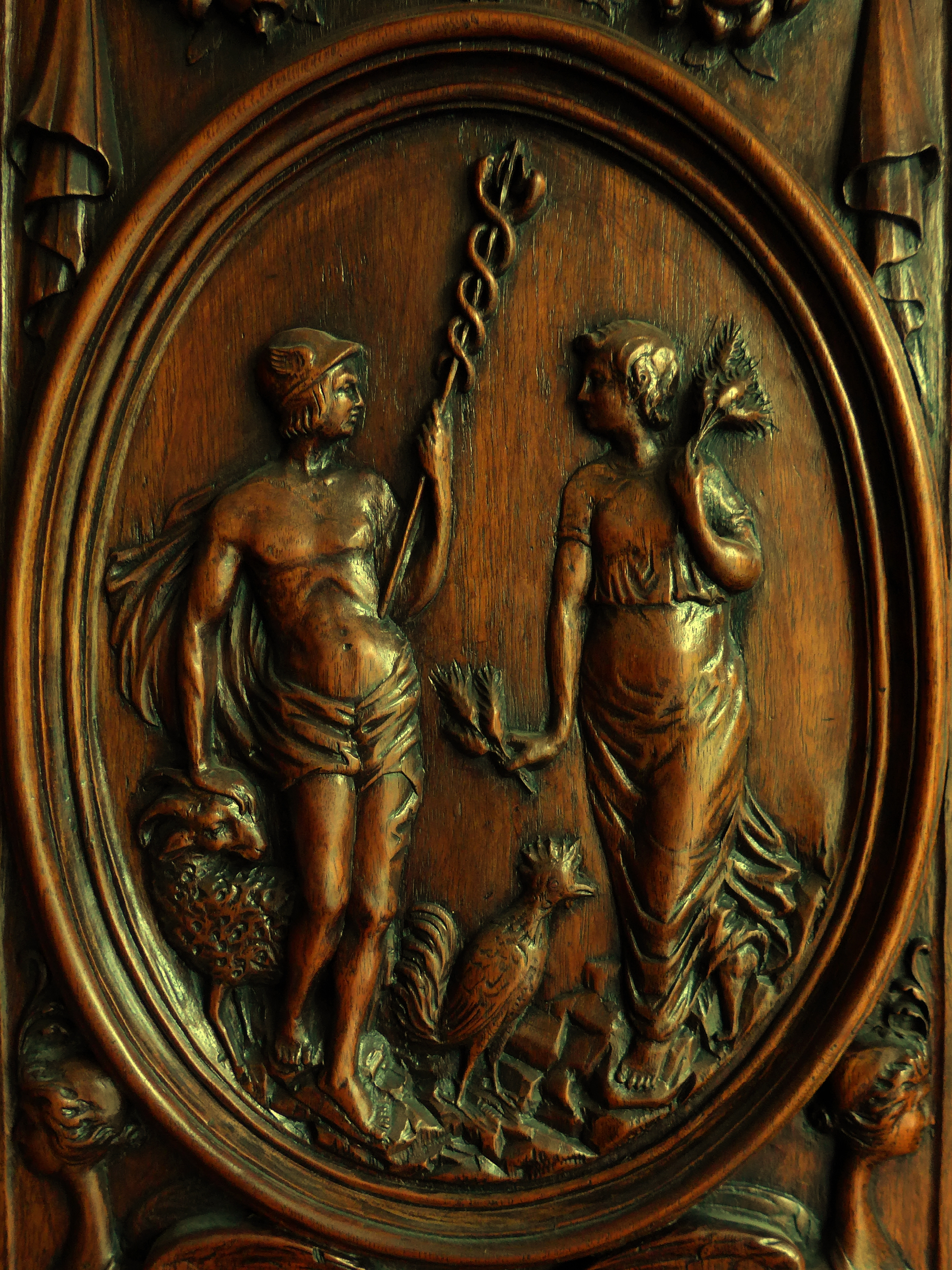
Ceres (akkerbouw, graan) en Mercurius (handel, graanhandel), tezamen afgebeeld of kast van een graanhandelaar.

## Trivia
- Het Engelse woord voor granen, cereals, is afkomstig van de naam van Ceres.
- De dwergplaneet Ceres is naar haar genoemd.
- Het dorp Ceresdorp is vernoemd naar Ceres.
- Volgens een mythe had Ceres Jupiter gesmeekt om Sicilië in de hemelen te plaatsen. Omdat het eiland een driehoekige vorm is, werd dat het sterrenbeeld Driehoek. De vroegere naam daarvan was Sicilia.